# ドランケン
ドランケンは、成瀬と至からなる、日本のお笑いコンビ。吉本興業大阪本社所属。2019年結成。大阪市城東区住みます芸人を務めている。

## メンバー
成瀬（なるせ、1995年12月3日- ）
- 本名・旧芸名は、成瀬哲平[1][2]。
- ボケ担当、立ち位置は向かって左。
- 180cm、88kg[3]。
- 滋賀県出身。
- 趣味は、読書・筋トレ。

至（いたる、1996年3月19日 - ）
- 本名・旧芸名は、田中至[4][5]。
- ツッコミ担当、立ち位置は向かって右。
- 171cm、55kg[6]。
- 滋賀県出身。
- 趣味は、ゲーム・テレビ鑑賞。公式プロフィールには書かれてはいないが、映画鑑賞も趣味のひとつであり、インターネット上でレビューを書いたりしている[7]。

## 来歴
滋賀県出身の同級生。2018年、共にNSC41期生として、お笑いのキャリアをスタートさせる。
2019年4月デビュー。その後、「UP TO YOU」「MEKKEMON」など、若手が出演するライブを中心に出演している。
2021年10月、城東区住みます芸人に就任する。

## 賞レース成績
- 2018年 M-1グランプリ 1回戦敗退[9]
- 2019年 M-1グランプリ 1回戦敗退
- 2020年 M-1グランプリ 1回戦敗退
- 2021年 M-1グランプリ 1回戦敗退
- 2022年 M-1グランプリ 1回戦敗退
- 2023年 UNDER5 AWARD 3回戦進出[10]
- 2023年 M-1グランプリ 2回戦進出
- 2024年 M-1グランプリ 3回戦進出